# Bussche (Adelsgeschlecht, Gesmold)

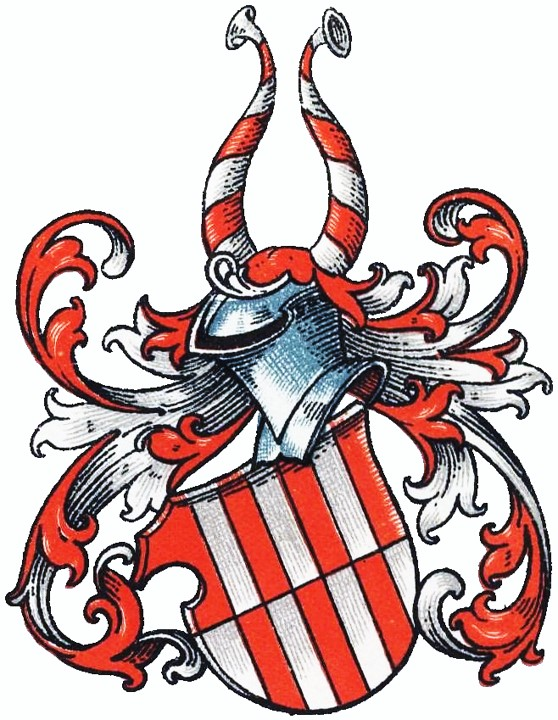
Wappen derer von dem Bussche zu Gesmold

Die Herren von dem Bussche (lat. de rubo; auch: Busche) waren ein ostwestfälisch-niedersächsisches Adelsgeschlecht.
Das Geschlecht ist von den namensgleichen, in derselben Region ansässigen, aber wappenverschiedenen Herren von dem Bussche im Osnabrückschen und Herren von Bussche zu Hess. Oldendorf zu unterscheiden.

## Geschichte
Das hier behandelte Geschlecht war in der Grafschaft Ravensberg und im Osnabrückschen ansässig. Erstmals erscheint die Familie mit Ritter Johann de Rubo, Ministeriale der Herforder Kirche, im Jahr 1254. Derselbe Johann tritt 1290 zusammen mit seiner Frau Sophie sowie ihren Kindern Alradus, Swederus, Lutgardis und Sophie auf, als sie ein Erbe zu Nortwolde im Kirchspiel Isselhorst dem Kloster Marienfeld verkauften.
Von Sohn Alradus (urkundl. 1290–1322), Ritter zu Bielefeld und Lemgo, stammt eine Linie, die über mehrere Generationen hinweg Burgmänner zu Burg Detmold stellte. Mehrere Vertreter der Linie kamen auch nach Estland. Elart und Amelonk waren dort Vögte zu Wesenberg. Ein Alhard war 1486 Hauskomtur zu Reval.
Von Sohn Sweder (urkundl. 1290–1344), Ritter zu Herford, stammt eine zweite Linie, die auf Gut Böckel, Burg Limberg, Burg Rahden, Burg Vlotho, Burg Reineberg, Haus Gesmold, Haus Königsbrück, Gut Wedigenstein und Burg Grönenberg saß, teilweise als Pfandbesitz.
Das Geschlecht blühte noch 1540. Zu diesem Zeitpunkt war die letzte Erbtochter des Geschlechts, Anna, Tochter von Cordt von dem Bussche, Herr zu Gesmold und Drost zu Grönenberg, mit Hermann von Amelunxen verheiratet.

## Wappen
Blasonierung: Der Schild geteilt und sechsmal von Rot und Silber gegengestreift. Auf dem Helm zwei silberne Büffelhörner mit roten Bändern spiralförmig umwunden. Die Helmdecken sind rot-silbern.

## Namensträger
- Henrick von dem Bussche (urkundl. 1300–1342), Domherr zu Paderborn
- Alrad von dem Bussche (urkundl. 1325–1387), Domherr zu Paderborn
- Alhard (der Gutlike) von dem Bussche (urkundl. 1389–1427), Dompropst zu Paderborn
- Ludolf von dem Bussche († 1528), Domherr in Münster